# Джарі
Джарі́ (рос. Джари) — село у складі Нанайського району Хабаровського краю, Росія. Адміністративний центр та єдиний населений пункт Джаринського сільського поселення.

## Населення
Населення — 687 осіб (2010; 725 у 2002).
Національний склад (станом на 2002 рік):
- нанайці — 61 %
- росіяни — 31 %